# Mysticephala
Mysticephala is een monotypisch geslacht van kevers uit de familie van de klopkevers (Anobiidae).

## Soort
- Mysticephala bifovea Ford, 1970